# Cheiloneurus carinatus
Cheiloneurus carinatus är en stekelart som beskrevs av Compere 1938. Cheiloneurus carinatus ingår i släktet Cheiloneurus och familjen sköldlussteklar. Inga underarter finns listade i Catalogue of Life.